# Congregación del Sagrado Corazón de Jesús
La Congregación del Sagrado Corazón de Jesús o también llamados timonianos o padres de Timon-David que utilizan las siglas S. C. J., forman la congregación religiosa de derecho pontificio católica masculina del Sagrado Corazón de Jesús fundada en Marsella en 1852 por el P. Joseph-Marie Timon-David, sacerdote diocesano, a petición de su obispo Eugène de Mazenod. No debe confundirse con la congregación de  los sacerdotes del Sagrado Corazón de San Quintín fundada por León Dehon en 1878. Fue aprobada definitivamente por el Papa Pío IX el 8 de julio de 1876. 
El joven padre Timon-David (nació el 29 de enero de 1823 en Marsella, y falleció el 10 de abril de1891) descubrió la miseria espiritual de los jóvenes de la clase obrera del siglo XIX. Puso a su servicio su persona, sus bienes y su talento de sacerdote educador tras la fundación de la congregación del Sagrado Corazón de Jesús, se consagró al servicio de los jóvenes de las clases populares.
Cuenta con una treintena de timonianos sacerdotes y hermanos operarios en una cincuentena de obras, principalmente en Marsella, Aix-en-Provence, Béziers, Nimes, Montpellier y Roma. Tienen establecimientos escolares, centros de acogida para jóvenes obreros y se ocupan también de obreros jóvenes en horario extraescolar.

## Las obras de juventud Timon-David
- Marsella: Œuvre Mère (fundada en 1847) ; Œuvre Nazareth (fundada en 1925) ; Œuvre Notre Dame de la Jeunesse (fundada en 2006) ; Œuvre Saint Mauront (fundada en 1904); Œuvre St Calixte (fundada en 1902).
- Aix-en-Provence: Œuvre Saint Louis de Gonzague-Endoume (fundada en 1904).
- Béziers: Œuvre de la Font Neuve (fundada en 1885).
- Nimes: Œuvre Argaud (fundada en 1837).
- Montpellier: La Maisonnée Saint-Joseph.
- Roma: San Cirillo Alessandrino (fundada en 1963).
- Una obra fue fundada en Orán (Argelia francesa) en 1905, pero tuvo que ser cerrada al finalizar la guerra de Independencia de Argelia.
- También existe una obra en España desde 1953, pero permanece inactiva desde los años 70 por falta de efectivos.